# Джантуров, Керимбек
Керимбек Джантуров (1929 год, село Ванновка, Киргизская АССР, РСФСР, СССР) — советский передовик сельского хозяйства, звеньевой колхоза «Победа» Тюлькубасского района Южно-Казахстанской области Казахской ССР. Герой Социалистического Труда (1948).

## Биография
Родился в 1929 году в селе Ванновке Тюлькубасского района Южно-Казахстанской области в казахской крестьянской семье.
С 1942 года после окончания сельской школы, в период Великой Отечественной войны, в возрасте тринадцати лет, К. Джантуров начал свою трудовую деятельность рядовым колхозником, с 1945 года за отличие в труде был назначен — руководителем звена полеводческой бригады в колхозе «Победа» Тюлькубасского района Южно-Казахстанской области Казахской ССР.
С 1947 года звеном под руководством К. Джантурова на площади восемь гектаров был получен урожай пшеницы тридцать два центнера с гектара.
28 марта 1948 года Указом Президиума Верховного Совета СССР «за получение высоких урожаев пшеницы, ржи, хлопка и сахарной свеклы звеньевому» Керимбек Джантуров был удостоен звания Героя Социалистического Труда с вручением Ордена Ленина и золотой медали «Серп и Молот».
В последующем звено под его руководством продолжало занимать лидирующее положение в колхозе. С 1954 года после окончания курсов механизаторов Южно-Казахстанской области Казахской ССР, К. Джантуров начал работать механизатором Ванновской машинно-тракторной станции, С 1958 года начал работать водителем в колхозе «Победа» Тюлькубасского района Южно-Казахстанской области Казахской ССР.

## Награды
- Медаль «Серп и Молот» (28.3.1948)
- Орден Ленина (28.3.1948)